# Brisbane International 2011 - Qualificazioni singolare maschile
Le qualificazioni del singolare  maschile del Brisbane International 2011 sono state un torneo di tennis preliminare per accedere alla fase finale della manifestazione. I vincitori dell'ultimo turno sono entrati di diritto nel tabellone principale. In caso di ritiro di uno o più giocatori aventi diritto a questi sono subentrati i lucky loser, ossia i giocatori che hanno perso nell'ultimo turno ma che avevano una classifica più alta rispetto agli altri partecipanti che avevano comunque perso nel turno finale.

## Teste di serie
1. Adrian Mannarino (qualificato)
2. Ričardas Berankis (qualificato)
3. Michael Russell (primo turno, ritiro)
4. Simon Greul (primo turno)

1. Stefan Koubek (secondo turno)
2. Peter Luczak (ultimo turno)
3. Evgenij Korolëv (primo turno)
4. Grega Žemlja (secondo turno)

## Qualificati
1. Adrian Mannarino
2. Ričardas Berankis

1. Ryan Harrison
2. Matthew Ebden

## Tabellone

### Legenda
| - Q = Qualificato - WC = Wild card - LL = Lucky loser | - ALT = Alternate - SE = Special Exempt - PR = Protected Ranking | - w/o = Walkover - r = Ritirato - d = Squalificato |

### 1ª sezione
|  | Primo turno  | Primo turno          | Primo turno          | Primo turno | Primo turno |  |  | Secondo turno | Secondo turno    | Secondo turno    | Secondo turno | Secondo turno |   |   | Ultimo turno | Ultimo turno     | Ultimo turno | Ultimo turno | Ultimo turno |  |
|  |              |                      |                      |             |             |  |  |               |                  |                  |               |               |   |   |              |                  |              |              |              |  |
|  | 1            | Adrian Mannarino     | 7                    | 63          | 7           |  |  |               |                  |                  |               |               |   |   |              |                  |              |              |              |  |
|  |              | Carsten Ball         | 5                    | 7           | 67          |  |  | 1             | Adrian Mannarino | Adrian Mannarino | 6             | 6             |   |   |              |                  |              |              |              |  |
|  |              | Peter Polansky       | 6                    | 65          | 6           |  |  |               | Peter Polansky   | Peter Polansky   | 4             | 4             |   |   |              |                  |              |              |              |  |
|  | WC           | Benjamin Mitchell    | 1                    | 7           | 3           |  |  |               |                  |                  |               |               |   |   | 1            | Adrian Mannarino | 7            | 4            | 6            |  |
|  | Ivan Serheev | Ivan Serheev         | Ivan Serheev         | 5           | 5           |  |  |               |                  |                  | Tatsuma Itō   | 5             | 6 | 3 |              |                  |              |              |              |  |
|  | Tatsuma Itō  | Tatsuma Itō          | Tatsuma Itō          | 7           | 7           |  |  |               | Tatsuma Itō      | 63               | 6             | 6             |   |   |              |                  |              |              |              |  |
|  |              | Juan Sebastián Cabal | Juan Sebastián Cabal | 0           | 3           |  |  | 5             | Stefan Koubek    | 7                | 1             | 4             |   |   |              |                  |              |              |              |  |
|  | 5            | Stefan Koubek        | Stefan Koubek        | 6           | 6           |  |  |               |                  |                  |               |               |   |   |              |                  |              |              |              |  |

### 2ª sezione
|  | Primo turno    | Primo turno       | Primo turno      | Primo turno | Primo turno |  |  | Secondo turno | Secondo turno     | Secondo turno     | Secondo turno | Secondo turno |   |   | Ultimo turno | Ultimo turno      | Ultimo turno | Ultimo turno | Ultimo turno |  |
|  |                |                   |                  |             |             |  |  |               |                   |                   |               |               |   |   |              |                   |              |              |              |  |
|  | 2              | Ričardas Berankis | 64               | 6           | 6           |  |  |               |                   |                   |               |               |   |   |              |                   |              |              |              |  |
|  |                | Jean-René Lisnard | 7                | 1           | 3           |  |  | 2             | Ričardas Berankis | Ričardas Berankis | 6             | 6             |   |   |              |                   |              |              |              |  |
|  | Brydan Klein   | Brydan Klein      | 6                | 4           | 3           |  |  |               | Marco Crugnola    | Marco Crugnola    | 3             | 3             |   |   |              |                   |              |              |              |  |
|  | Marco Crugnola | Marco Crugnola    | 3                | 6           | 6           |  |  |               |                   |                   |               |               |   |   | 2            | Ričardas Berankis | 6            | 5            | 6            |  |
|  | WC             | James Duckworth   | James Duckworth  | 3           | 4           |  |  |               |                   | 6                 | Peter Luczak  | 3             | 7 | 2 |              |                   |              |              |              |  |
|  |                | Dmitrij Tursunov  | Dmitrij Tursunov | 6           | 6           |  |  |               | Dmitrij Tursunov  | 6                 | 6             | 4             |   |   |              |                   |              |              |              |  |
|  |                | Alexander Peya    | 6                | 1           | 4           |  |  | 6             | Peter Luczak      | 4                 | 7             | 6             |   |   |              |                   |              |              |              |  |
|  | 6              | Peter Luczak      | 4                | 6           | 6           |  |  |               |                   |                   |               |               |   |   |              |                   |              |              |              |  |

### 3ª sezione
|  | Primo turno        | Primo turno        | Primo turno        | Primo turno | Primo turno |  |  | Secondo turno      | Secondo turno      | Secondo turno      | Secondo turno | Secondo turno |    |   | Ultimo turno  | Ultimo turno  | Ultimo turno | Ultimo turno | Ultimo turno |  |
|  |                    |                    |                    |             |             |  |  |                    |                    |                    |               |               |    |   |               |               |              |              |              |  |
|  | 3                  | Michael Russell    | Michael Russell    | 0           | r           |  |  |                    |                    |                    |               |               |    |   |               |               |              |              |              |  |
|  |                    | Ryan Harrison      | Ryan Harrison      | 4           |             |  |  | Ryan Harrison      | Ryan Harrison      | Ryan Harrison      | 6             | 6             |    |   |               |               |              |              |              |  |
|  | Robert Farah       | Robert Farah       | Robert Farah       | 2           | 0           |  |  | Matthias Bachinger | Matthias Bachinger | Matthias Bachinger | 4             | 4             |    |   |               |               |              |              |              |  |
|  | Matthias Bachinger | Matthias Bachinger | Matthias Bachinger | 6           | 6           |  |  |                    |                    |                    |               |               |    |   | Ryan Harrison | Ryan Harrison | 2            | 7            | 6            |  |
|  | Dieter Kindlmann   | Dieter Kindlmann   | Dieter Kindlmann   | 1           | 3           |  |  |                    |                    | Jürgen Zopp        | Jürgen Zopp   | 6             | 62 | 4 |               |               |              |              |              |  |
|  | Jürgen Zopp        | Jürgen Zopp        | Jürgen Zopp        | 6           | 6           |  |  | Jürgen Zopp        | Jürgen Zopp        | Jürgen Zopp        | 6             | 6             |    |   |               |               |              |              |              |  |
|  |                    | Bobby Reynolds     | Bobby Reynolds     | 6           | 6           |  |  | Bobby Reynolds     | Bobby Reynolds     | Bobby Reynolds     | 4             | 4             |    |   |               |               |              |              |              |  |
|  | 7                  | Evgenij Korolëv    | Evgenij Korolëv    | 1           | 2           |  |  |                    |                    |                    |               |               |    |   |               |               |              |              |              |  |

### 4ª sezione
|  | Primo turno     | Primo turno     | Primo turno | Primo turno | Primo turno |  |  | Secondo turno | Secondo turno   | Secondo turno   | Secondo turno | Secondo turno |   |   | Ultimo turno | Ultimo turno | Ultimo turno | Ultimo turno | Ultimo turno |  |
|  |                 |                 |             |             |             |  |  |               |                 |                 |               |               |   |   |              |              |              |              |              |  |
|  | 4               | Simon Greul     | Simon Greul | 62          | 3           |  |  |               |                 |                 |               |               |   |   |              |              |              |              |              |  |
|  | WC              | Greg Jones      | Greg Jones  | 7           | 6           |  |  | WC            | Greg Jones      | Greg Jones      | 6             | 7             |   |   |              |              |              |              |              |  |
|  | Bastian Knittel | Bastian Knittel | 6           | 4           | 3           |  |  |               | Bastian Knittel | Bastian Knittel | 3             | 65            |   |   |              |              |              |              |              |  |
|  | Dusan Lojda     | Dusan Lojda     | 1           | 6           | 3           |  |  |               |                 |                 |               |               |   |   | WC           | Greg Jones   | Greg Jones   | 4            | 1            |  |
|  | WC              | Matthew Ebden   | 6           | 4           | 7           |  |  |               |                 | WC              | Matthew Ebden | Matthew Ebden | 6 | 6 |              |              |              |              |              |  |
|  |                 | Victor Crivoi   | 2           | 6           | 5           |  |  | WC            | Matthew Ebden   | 5               | 7             | 6             |   |   |              |              |              |              |              |  |
|  | WC              | Samuel Groth    | 3           | 6           | 4           |  |  | 8             | Grega Žemlja    | 7               | 6             | 4             |   |   |              |              |              |              |              |  |
|  | 8               | Grega Žemlja    | 6           | 3           | 6           |  |  |               |                 |                 |               |               |   |   |              |              |              |              |              |  |